# Круазе, Морис
Морис Круазе (фр. Maurice Croiset; 1846—1935) — французский филолог-классик, автор пятитомной «Истории греческой литературы» (в соавторстве с Альфредом Круазе). Член Академии надписей и изящной словесности (с 1903 года, президент с 1916 года), иностранный член Афинской академии (1933).

## Биография
Морис Круазе родился в 1846 году в семье преподавателя парижского лицея Сан-Луи. С детства отец уделял повышенное внимание образованию Мориса и его старшего брата Альфреда, ежедневно по часу читая с ними греческих и латинских классических авторов. В 1865 году, по окончании лицея Людовика Великого, Морис поступил в парижскую Высшую нормальную школу. Там его учителями были Жюль Лашелье, Гастон Буассье и Жюль Жирар — последний, известный для своего времени эллинист, по-видимому, сыграл ключевую роль в выборе молодым Круазе этой же научной специализации.
В 1868 году Круазе окончил Высшую нормальную школу и начал работать школьным учителем в Мулене, а затем (после франко-прусской войны, в ходе которой он участвовал в обороне Парижа) в Монпелье. В 1873 году Круазе женился на дочери декана факультета гуманитарных наук университета Монпелье. В это время он также работал над докторской диссертацией, которую защитил в 1876 году по теме «Моральные идеи в политических речах Демосфена», весной того же года получив место преподавателя греческого языка и литературы в университете Монпелье. Круазе проработал в университет Монпелье 15 лет, с 1877 года — в звании профессора.
В университете Монпелье Круазе продолжил исследования в области греческой литературы, и в 1882 году увидела свет его работа, посвящённая биографии и творческому наследию Лукиана. На следующий год Морис и Альфред Круазе начали работу над фундаментальной «Историей греческой литературы», задуманной как пятитомник — каждый из братьев брал на себя работу над двумя с половиной томами. Написание «Истории греческой литературы» растянулось на 15 лет, но, в отличие от более раннего одноимённого труда Отфрида Мюллера, её всё же удалось закончить. Морис Круазе был единоличным автором 1-го и 3-го томов, вышедших соответственно в 1887 и 1891 годах; 1-й том был посвящён Гомеру, киклической поэзии и Гесиоду, 3-й — греческому театру аттического периода. Третий том, не опускаясь до уровня простого каталога, раскрывал нюансы развития древнегреческого театра и давал читателю его жанровый анализ. Как позже указывал эллинист Поль Мазон, две страницы «Истории», посвящённые творчеству Менандра, оказались более точными, чем вся предшествующая литература по этой теме, и правоту Круазе подтвердили вновь открытые тексты этого греческого драматурга. 5-й том, на две трети посвящённый греческой литературе периода Римской империи, вышел в свет в 1899 году, уже после того, как появилось второе издание первых четырёх томов. Параллельно с работой над энциклопедической «Историей» Круазе также публиковал отдельные исследования по более узким темам, среди которых наиболее заметной стала книга «Аристофан и афинские партии».
Успех, который сопутствовал первым томам «Истории греческой литературы», вывел на новый уровень академическую карьеру Мориса Круазе. В 1891 году он был приглашён преподавать в Высшую нормальную школу, а через два года занял профессорскую кафедру греческого языка и литературы в Коллеж де Франс. В этом вузе он преподавал на протяжении 37 лет, в 1911 году сменив Эмиля Левассёра в должности его администратора (председателя учёного совета) и занимая её до самого выхода на пенсию в 1929 году. В 1903 году, через 17 лет после Альфреда, Морис Круазе был избран членом Академии надписей и изящной словесности, а в 1916 году занял пост её президента. Он также дважды возглавлял Ассоциацию развития исследований Древней Греции. В последние годы жизни Круазе, овдовевший в 1905 году, посвящал своё время работе в основанных им в 1917 году Ассоциации Гийома Бюде и издательстве Les Belles Lettres, специализировавшемся на публикации античных авторов. В 1932 году вышла последняя крупная работа Круазе — «Древнегреческая цивилизация», а его труд, посвящённый Платону, остался незавершённым.

## Сочинения
- Des idées morales dans l’éloquence politique de Demosthène (1874)
- Essai sur la vie et les œuvres de Lucien (1882)
- Histoire de la litterature grecque (1887—1899)
- Aristophane et les partis politiques à Athènes (1906)
- Eschyle, études sur l’invention dramatique dans son théâtre (1928)
- La Civilisation de la Grèce antique (1932)